# Тойрер, Йозеф
Йозеф Тойрер (чеш. Josef Theurer; 20 ноября 1862, Лайтомишль, Австрийская империя (ныне Литомишль Пардубицкого края Чехии) — 7 сентября 1928, Пршибрам, Чехословакия) — чешский физик и математик, педагог, профессор, доктор философии в области физико-математических наук. Ректор.

## Биография
До 1884 года изучал математику и физику в Карловом университете. Работал ассистентом Винценца Строугала, изучал ценный опыт в организации физического учреждения в Клементинум. В течение следующих семи лет учительствовал в школах и гимназиях Праги и других городов.
В 1885 году стал доктором философии в области физико-математических наук.
В 1895 году — доцент математики и физики, в 1899 — адъюнкт-профессор Горной академии в Пршибраме. Читал курс лекций по электротехнике.
В 1903 был избран первым ректором Высшей банской горно-металлургической школы (1903—1905) (ныне Остравский технический университет). Был ректором этого учебного заведения в 1907—1911, 1917—1921 и 1926—1927 годы. Всего избирался ректором одиннадцать раз.
Кроме проведения многочисленных публичных лекций по физике и математике, пожизненной страстью Тойрера была музыка, он участвовал в хоровом обществе Пршибрама. Приобрел известность свои лекциями о чешской и зарубежной музыке, часто выступал как пианист. В 1899 исполнял функции хормейстера хоровых коллективов Лумир-Добромила.
Был восторженным популяризатором работ своего земляка композитора Бедржиха Сметаны.
Автор ряда работ и учебников в области физики, математики, электротехники, а также исследовательских работ о творчестве чешского композитора Бедржиха Сметаны.

## Избранные публикации

### Работы по физике
- O elektrických oscillacích. 1890.
- Studie o úvodu k nauce o elektřině a magnetismu. 1897.
- Pět přednášek z oboru optiky. 1899.
- Fysika pro vyšší reálky. (в соавт.) 1904.
- O thermodynamice dějů nepřevratných. 1906.
- Fysika pro vyšší gymnasia. (в соавт.) 1909.
- Úvod do nauky o záření. 1910.
- Ochrana budov proti blesku. 1918.

### О композиторе Б. Сметане
- O posledních dílech B. Smetany (1907)
- B. Smetany smyčcová kvarteta (1917)
- O komorních dílech Bedřicha Smetany (1924)
- Z mých «Smetanian» (после 1924)

## Память
Жители города еще в 1930-е годы назвали сквер в Пршибраме перед Горной академией именем Йозефа Тойрера. В 2001 году во время празднования 150-летия академии, здесь был установлен его бюст.